# Starglider
Starglider est un jeu vidéo de combat spatial développé par Argonaut Games et édité par Rainbird en 1986. Il s'agit d'une simulation de combat spatial en 3D fil de fer inspirée par le célèbre jeu d'arcade Star Wars (1983) d'Atari. Initialement sorti sur Atari ST, le jeu se voit adapté sur Amiga et Macintosh par Argonaut, sur Amstrad CPC, DOS et ZX Spectrum par Realtime Games et sur Apple II et Commodore 64 par Solid Images.
Le jeu a donné suite à Starglider 2 en 1988.

## Accueil
- Commodore User 7/10 • Crash 97 % • Génération 4 85 % • Tilt 15/20

La version ZX Spectrum est élue « meilleur jeu de l'année 1986 » et reçoit le « State-of-the-art Award » par les lecteurs du magazine britannique Crash.

## À noter
Bally Sente a tenté d'adapter Starglider dans une version arcade sur le système d'arcade en développement Sente Super System (basée sur la technologie Amiga), mais le projet n'a pas été mené à son terme.